# Quillaja
Quillaja, maleni biljni rod smješten u vlastitu porodicu Quillajaceae, dio reda bobolike. Obuhvaća svega dvije vrste drveća koje mogu narasti do 25m visine.
Porodica je opisana u Edinburgh New Philosophical Journal 10: 229. 1831., a rod u Saggio sulla Storia Naturale del Chili... 175–176, 354–355. 1782.

## Vrste
1. Quillaja brasiliensis (A. St. Hilaire & Tulasne) C. Martius; Argentina (Corrientes, Misiones), južni Brazil (Parana, Rio Grande do Sul, Santa Catarina), Urugvaj (Rivera, Rocha, Tacuarembo), Peru
2. Quillaja saponaria Molina; Čile (Coquimbo, Valparaiso, O'Higgins, Maule, Bio Bio, Araucania, Reg. Metropolitana), Peru, Bolivija